# Byans-sur-Doubs
Byans-sur-Doubs är en kommun i departementet Doubs i regionen Bourgogne-Franche-Comté i östra Frankrike. Kommunen ligger i kantonen Boussières som tillhör arrondissementet Besançon. År 2022 hade Byans-sur-Doubs 619 invånare.

## Befolkningsutveckling
Antalet invånare i kommunen Byans-sur-Doubs
Referens:INSEE